# Ачі і Сіпак: Вбивчий дует
«Ачі і Сіпак: Вбивчий дует» (кор. 아치 와 씨팍) —  південнокорейський  мультиплікаційний фільм, створений Джо Беом-Чжин. Прем'єра картини відбулася 28 червня 2006 року, фільм отримав в цілому позитивні відгуки, але провалився в прокаті, зібравши всього 107 154 $.

## Сюжет
У сюжеті фільму описується один з варіантів світу майбутнього, в якому більше не залишилося джерел енергії, але люди навчилися отримувати її зі своїх  фекалій.
Уряд видав два закони, щоб взяти виробництво енергії повністю під свій контроль. Відповідно до першого закону в анус кожного громадянина вбудовувався мікрочип, який був підключений до єдиної комп'ютерної системи і відстежував валовий обсяг випорожнень. За другим законом відразу після дефекації кожен громадянин отримував спеціальний заморожений льодяник-сосалки — «Джусібар». Вони з'явилися незабаром після того, як людство навчилося добувати енергію зі своїх екскрементів, так як випорожнення стало проблемою і тоді був розроблений спеціальний заморожений льодяник-сосалка, який допомагав випорожнюватися, але разом з тим викликав почуття звикання, діючи як наркотик. Незабаром з'явилися і наркомани, котрі підсіли на цей новий вид наркотику. Тоді ж у Джусібара проявився його побічний ефект, через який підсівші на нього люди почали перетворюватися в синіх мутантів, нездатних випорожнюватися, а значить і легально отримувати льодяники. Мутанти почали організовуватися в банди і всіма способами намагатися дістати собі якомога більше сосалок.
Одним з головних і найбільш прибуткових справ стала нелегальна торгівля Джусібарамі. Крім банд мутантів багато інших людей почали полювання за отриманням якнайбільшої кількості цього продукту. Ачі і Сіпак, вуличні хулігани, є одними з них, вони борються за виживання, грабуючи громадські туалети, в кабінках яких вбудовані труби для подачі льодяників, а потім продають отримані Джусібари на  чорному ринку. Одного разу вони знайомляться з дівчиною, яка володіє незвичайним властивістю: кожен раз, коли вона сходить в туалет, система подачі Джусібара видає помилку і в кабінку туалету замість одного льодяника подається відразу величезна їх кількість. Об'єднавшись, вони стають дуже багаті, але полювання за ними починає як уряд, так і банди.

## Ролі озвучували
| Актор        | Роль                   |
| ------------ | ---------------------- |
| Рю Син Бом   | Ачі                    |
| Чанг Юнг Лім | Сіпак                  |
| Ен Хен       | Красуня                |
| Хае-чол Шин  | ватажок банди мутантів |
| Гуй-хва Лі   | різні ролі             |
| Гуй-Хвонг Лі | різні ролі             |
| Ін-юн Ох     | різні ролі             |
| Хі-Дженг Сео | різні ролі             |

## Виробництво
У 2001 році Джо Беом-чжин виклав в інтернет трихвилинний уривок мультфільму як анонс всієї своєї картини. Мультфільм планувалося випустити вже до кінця 2002 року, але вихід був затриманий, так як після провалу в прокаті таких багатообіцяючих картин як «Країна фантазій» і «Фантастичні дні» багато інвесторів відмовилися від фінансування проекту через фінансові ризики.